# Anatomie d'un divorce
Anatomie d'un divorce (Fleishman Is in Trouble), ou Fleishman a des problèmes au Québec, est une mini-série télévisée américaine en huit parties d'environ 50 minutes créée par Taffy Brodesser-Akner, adaptée de son roman Anatomie d'un divorce, publié en 2019, et diffusée entre le 17 novembre et le 29 décembre 2022 sur Hulu.
Dans les pays francophones, elle est disponible sur Disney+.

## Synopsis
Toby Fleishman, le protagoniste, est un quadragénaire récemment divorcé qui utilise pour la première fois des applications de rencontres. Alors qu'il commence à y rencontrer du succès, son ex-femme Rachel disparaît sans laisser de trace, le laissant avec leurs enfants. Alors qu'il jongle entre ses enfants, son travail à l'hôpital où il vient d'avoir une promotion et ses conquêtes, il se rend compte qu'il ne pourra jamais comprendre ce qui est arrivé à sa femme tant qu'il ne sera pas plus honnête sur ce qui est arrivé à leur mariage en premier lieu.

## Distribution

### Principaux
- Jesse Eisenberg (VF : Donald Reignoux) : Toby Fleishman
- Lizzy Caplan (VF : Céline Ronté) : Elizabeth « Libby » Epstein
- Claire Danes (VF : Caroline Victoria) : Rachel, l'ex-femme de Toby

### Secondaires
- Maxim Jasper Swinton (VF : Cécile Gatto) : Solly Fleishman
- Meara Mahoney Gross (VF : Iliana Sakji) : Hannah Fleishman
- Adam Brody (VF : Pascal Nowak) : Seth Morris
- Joy Suprano (VF : Anne Dolan) : Cyndi Leffer
- Jenny Powers (VF : Barbara Beretta) : Miriam Rothberg
- Josh Stamberg (VF : Guillaume Orsat) : Sam Rothberg
- Ava Yaghmaie (VF : Emma Santini) : Joanie Heydari
- Ralph Adriel Johnson (VF : Ibrahim Koma) : Phillip
- Devon Werkheiser (VF : Adrien Antoine) : Matt Barrymore
- Ashley Austin Morris (VF : Pauline Guimard) : Roxanne Hertz
- Josh Radnor (VF : Xavier Béja) : Adam Epstein
- Brian Miskell (VF : Gaël Zaks) : Clay Clifton
- Mozhan Marnò (VF : Ethel Houbiers) : Nahid
- Eric William Morris (VF : Marc Arnaud) : Todd Leffer
- John Patrick Hayden (VF : Guillaume Lebon) : David Cooper
- Juani Feliz (VF : Amélia Ewu) : Alejandra Lopez
- Michael Gaston (VF : Jean-François Aupied) : Dr Donald Bartuck
- Christian Slater (VF : Damien Boisseau) : Archer Sylvan

## Production
Le projet a débuté en septembre 2019. La série est commandée en mars 2021.

## Épisodes
1. Summon Your Witnesses
2. Welcome to Paniquil
3. Free Pass
4. God, What An Idiot He Was!
5. Vantablack
6. This Is My Enjoyment
7. Me-Time
8. The Liver

## Distinctions

### Nominations
- Golden Globes 2023 : Meilleure actrice dans un second rôle dans une mini-série, une anthologie ou un téléfilm pour Claire Danes